# Communauté de communes de l'Auxois Sud
La Communauté de communes de l'Auxois Sud était une communauté de communes française, située dans le département de la Côte-d'Or et la région Bourgogne-Franche-Comté.

## Histoire
La communauté de communes de l'Auxois Sud a été créée le 17 juillet 1992 , elle siégeait à la Maison de Pays située à Pouilly-en-Auxois.
Elle a été dissoute le 31 décembre 2016 pour fusionner avec la communauté de communes du canton de Bligny-sur-Ouche et former la communauté de communes de Pouilly-en-Auxois et Bligny-sur-Ouche.

## Administration
| Fonction           | Nom                | Mandat municipal                          | Étiquette |
| ------------------ | ------------------ | ----------------------------------------- | --------- |
| Président          | Yves Courtot       | conseiller municipal de Pouilly-en-Auxois | PS        |
| 1er vice-président | Jocelyn Chapotot   | maire de Créancey                         | SE        |
| 2e vice-présidente | Jean-Marie Faivret | maire d'Éguilly                           | LR        |
| 3e vice-président  | Michel Poillot     | maire de Vandenesse-en-Auxois             | PS        |
| 4e vice-président  | Guy Mercey         | maire de Bellenot-sous-Pouilly            | DVD       |
| 5e vice-président  | Didier Levy        | maire de Chailly-sur-Armançon             | PS        |
| 6e vice-président  | Philippe Jeandreau | premier adjoint de Civry-en-Montagne      | SE        |

| Période                                  | Période  | Identité         | Étiquette | Qualité |
| ---------------------------------------- | -------- | ---------------- | --------- | --- |
| 2014                                     | en cours | Yves Courtot     | PS        | Conseiller municipal de Pouilly-en-Auxois                                                                        |
| 2004                                     | 2014     | Christian Gaitey | DVG       | Conseiller municipal de Pouilly-en-Auxois                                                                        |
| 1992                                     | 2004     | François Patriat | PS        | Maire de Chailly-sur-Armançon sénateur de la Côte-d'Or ancien Conseiller général, régional, député puis ministre |
| Les données manquantes sont à compléter. |          |                  |           | |

## Compétences
- Assainissement collectif
- Assainissement non collectif
- Collecte des déchets des ménages et déchets assimilés
- Traitement des déchets des ménages et déchets assimilés
- Autres actions environnementales
- Activités sociales
- Action de développement économique (Soutien des activités industrielles, commerciales ou de l'emploi, Soutien des activités agricoles et forestières...)
- Construction ou aménagement, entretien, gestion d'équipements ou d'établissements culturels, socioculturels, socio-éducatifs
- Activités péri-scolaires
- Activités culturelles ou socioculturelles
- Activités sportives
- Organisation des transports non urbains
- Études et programmation
- Création, aménagement, entretien de la voirie
- Tourisme
- Programme local de l'habitat
- Opération programmée d'amélioration de l'habitat (OPAH)
- Préfiguration et fonctionnement des Pays
- NTIC (Internet, câble...)

## Composition
| Nom                       | Code Insee | Gentilé        | Superficie (km2) | Population (dernière pop. légale) | Densité (hab./km2) |
| ------------------------- | ---------- | -------------- | ---------------- | --------------------------------- | ------------------ |
| Pouilly-en-Auxois (siège) | 21501      | Polliens       | 10,12            | 1 470 (2014)                      | 145                |
| Arconcey                  | 21020      | Arconceyens    | 15,06            | 218 (2014)                        | 14                 |
| Bellenot-sous-Pouilly     | 21062      | Bellenotais    | 14,63            | 246 (2014)                        | 17                 |
| Beurey-Bauguay            | 21068      |                | 7,30             | 149 (2014)                        | 20                 |
| Blancey                   | 21082      | Blancéens      | 6,73             | 72 (2014)                         | 11                 |
| Bouhey                    | 21091      | Boésiens       | 7,64             | 38 (2014)                         | 5                  |
| Chailly-sur-Armançon      | 21128      |                | 18,65            | 259 (2014)                        | 14                 |
| Châteauneuf               | 21152      | Castelneuviens | 10,06            | 87 (2014)                         | 8,6                |
| Châtellenot               | 21153      |                | 11,52            | 142 (2014)                        | 12                 |
| Chazilly                  | 21164      | Chazilléens    | 8,79             | 138 (2014)                        | 16                 |
| Civry-en-Montagne         | 21176      | Civrotins      | 7,70             | 122 (2014)                        | 16                 |
| Commarin                  | 21187      | Commarinois    | 6,39             | 111 (2014)                        | 17                 |
| Créancey                  | 21210      | Crescentiais   | 16,71            | 532 (2014)                        | 32                 |
| Éguilly                   | 21244      |                | 5,69             | 62 (2014)                         | 11                 |
| Essey                     | 21251      |                | 12,61            | 268 (2014)                        | 21                 |
| Maconge                   | 21362      | Macongeois     | 6,27             | 135 (2014)                        | 22                 |
| Marcilly-Ogny             | 21382      |                | 17,87            | 198 (2014)                        | 11                 |
| Martrois                  | 21392      | Martroisiens   | 7,59             | 64 (2014)                         | 8,4                |
| Meilly-sur-Rouvres        | 21399      |                | 14,91            | 183 (2014)                        | 12                 |
| Mont-Saint-Jean           | 21441      |                | 27,66            | 254 (2014)                        | 9,2                |
| Rouvres-sous-Meilly       | 21533      |                | 4,43             | 90 (2014)                         | 20                 |
| Sainte-Sabine             | 21570      | Saint-Sabinois | 8,41             | 205 (2014)                        | 24                 |
| Semarey                   | 21600      |                | 7,32             | 122 (2014)                        | 17                 |
| Thoisy-le-Désert          | 21630      |                | 13,06            | 210 (2014)                        | 16                 |
| Vandenesse-en-Auxois      | 21652      |                | 11,25            | 285 (2014)                        | 25                 |